# Koniugacja przedmiotowa
Koniugacja przedmiotowa – rodzaj koniugacji zawierającej w sobie informację o istnieniu dopełnienia. Występuje ona w językach ugrofińskich, m.in. w języku węgierskim.

## Koniugacja przedmiotowa w języku węgierskim

### Końcówki koniugacji
|          | l. pojedyncza | l. mnoga      |
| -------- | ------------- | ------------- |
| 1. osoba | -om, -em, -öm | -juk, -jük    |
| 2. osoba | -od, -ed, -öd | -játok, -itek |
| 3. osoba | -ja, -i       | -ják, -ik     |

Przy odmianie czasownika w koniugacji przedmiotowej obowiązuje harmonia samogłosek.
Przykładowa odmiana (czasownik tudni – wiedzieć):
|          | l. pojedyncza | l. mnoga |
| -------- | ------------- | -------- |
| 1. osoba | tudom         | tudjuk   |
| 2. osoba | tudod         | tudjátok |
| 3. osoba | tudja         | tudják   |

### Zakres użycia koniugacji
Zasadniczo koniugacja przedmiotowa występuje, gdy dopełnienie jest w jakiś sposób określone. Dopełnieniem może być wyraz lub zdanie podrzędne dopełnieniowe. Oto zakres użycia koniugacji:
- gdy przedmiotem jest imię: Szeretem Sándort. – Kocham Aleksandra. Czasownik użyty jest w koniugacji przedmiotowej, gdyż rządzi imieniem Aleksander, będącym dopełnieniem w zdaniu[2].
- gdy przedmiot jest określony (przez użycie przedimka a/az): Szeretem a férjet. – Kocham męża. Czasownik rządzi w tym przypadku dopełnieniem a férjet.

- gdy przedmiotem jest wyraz z przyrostkiem dzierżawczym: Szeretem a férjemet. – Kocham mojego męża.

- gdy przedmiotem jest jeden z zaimków: ő (on, ona, ono), ön (pan), ez (ten, ta, to), az (tamten, tamta, tamto), valamennyi (wszyscy, wszystko), egymás (siebie), magam (ja sam), magad (ty sam), maga (on sam), magunk (my sami), magatok (wy sami), maguk (oni sami), zaimki kończące się na -ik, np. melyik? (który?): Szeretem önt. – Kocham pana. Milyen jó, hogy látom 'önt – Jak to dobrze, że pana widzę.

- gdy przedmiotem jest liczebnik porządkowy: Olvasom a huszadik könyvet. – Czytam dwudziestą książkę.

- gdy przedmiotem jest zdanie podrzędne, a orzeczenie zdania nadrzędnego wymaga biernika:
  - w mowie zależnej: Látom, hogy szereted a férjedet. – Widzę, że kochasz twojego męża.
  - w mowie niezależnej: Szeretlek. – feleli Mária. – Kocham cię – odpowiada Maria. (Słowo objaśnienia – Szeretlek. – zdanie podrzędne w koniugacji podmiotowej, Feleli Mária. – zdanie nadrzędne w koniugacji przedmiotowej. Zdanie podrzędne jest przedmiotem zdania nadrzędnego.)

- Gdy czasownik występujący w czasie teraźniejszym wyraża czynność przyszłą: És mit csinál ma este? A co pan robi wieczorem? Megírom a házi feladatot – Napiszę zadanie domowe.